# Glomus tortuosum
Glomus tortuosum är en svampart som beskrevs av N.C. Schenck & G.S. Sm. 1982. Glomus tortuosum ingår i släktet Glomus och familjen Glomeraceae.   Inga underarter finns listade i Catalogue of Life.